# 이영경
이영경(1966~)은 대한민국 일러스트레이터이며 2020년부터 현재까지 그림책협회 회장에 재임 중이다. 2022년에 아스트리드 린트그렌 추모상(ALMA) 한국 후보에 이름을 올렸다. 대표작으로는 <아씨방 일곱 동무>, <넉 점 반>, <콩숙이와 팥숙이>, <봉지공주와 봉투왕자>, <묘생이란 무엇인가> 등의 그림책이 있다.

## 생애
이영경은 1966년 대한민국 대구에서 1남 4녀 중 막내로 태어났다. 4살이 되던 1970년에 가족이 일본으로 건너가 7세까지 그곳에서 유치원을 다녔다. 그녀는 일본에서 그림책을 많이 접하게 되었으며 그때부터 그림책 작가를 꿈꿨다고 한다. 명덕초등학교, 대명여중, 경일여고를 거쳐 그녀는 서울대학교에서 동양화를 공부했다. 졸업 후 출판사에 취직을 하고 어린이책에 그림을 그리며 출판미술 분야에서 5년 동안 일했고 1993년부터 그림책화가로 일하기 시작했다. 1998년에 스스로 글과 그림을 함께 작업한 <아씨방 일곱 동무>를 출간했고 그 후로 많은 작품을 창작했으며 다양한 활동에 참여했다. 이영경은 늘 변화를 추구하는 작가이다. 그림책출판 이외에 도예와 공예 등 조형물 창작을 지속하고 있고 공연예술과 그림책을 넘나드는 활동을 하고 있다.

## 커리어
1998년에 출간한 <아씨방 일곱 동무>는 2001년 SBS 어린어 미디어 대상 창작 그림책 부분에서 금상을 수상했다. <아씨방 일곱 동무>는 대한민국 초등학교 국어 교과서에도 수록되었고 프랑스어와 일본어로도 수출되었다. 2001년에는 일본 키조 그림책마을의 초정으로 <아씨방 일곱 동무> 원화전을 열었다. 2004년에 이영경은 윤석중의 시 <넉 점 반>에 그림을 그려 그림책을 출간했고 프랑스, 일본, 중국, 대만 등 지역으로도 수출되었다. 이영경은 2010년에 한국에서 첫 개인전을 열어 책 그림 외에 또 다른 조형 활동으로 독자와 만났으며, 여러 장르를 아우르는 실험적인 작업을 계속하고 있다. 인형극, 공연에 대한 깊은 관심으로 <봉지공주와 봉투왕자> 이야기를 2013년 서울 프린지 페스티벌에서 1인극 공연으로 처음 나왔고 2018년에 그림책으로 출간했다. 2022년에 아스트리드 린트그렌 추모상(ALMA) 한국 후보에 이름을 올렸다. 그녀의 대표작으로는 <오러와 오도: 먀오족의 콩쥐팥쥐 이야기>, <콩숙이와 팥숙이>, <왕이 된 양치기: 티베트 민화>, <묘생이란 무엇인가> 등 있다.

## 스타일
이영경은 특히 옛이야기에 관심이 많고 고전문학 작업을 많이 했으며 한국의 전통을 담는 그림책을 만들어낸다. 그녀의 대표작 <아씨방 일곱 동무>는 한국의 고전문학 '규중칠우쟁론기 (閨中七友爭論記[1])'를 아이들이 읽기 쉽게 다시 쓴 책이고, <신기한 그림족자>도 조선시대에 실제로 있던 인물로 창작한 작품이다. <콩숙이와 팥숙이>는 콩쥐팥쥐 이야기 원형의 큰 흐름을 따라가되, 1950년대로 배경을 설정하여 콩숙이의 이야기를 역동적으로 담아낸 그림책이다.  <넉 점 반>은 그녀가 동요계의 거장 윤석중의 시를 그림으로 재해석한 시그림책이고, 시와 그림의 독특한 결합 방식으로 그림책의 새 가능성을 보여 준 작품이다. 이영경은 고전과 전통을 되살려 그림책에서 정감 있는 그림과 함께 들려주었다. 뿐만 아니라 그녀는 새로운 시도로 스타일의 전환이 이루어졌다.  2020년에 출간한 <묘생이란 무엇인가>는 어느 날 집으로 찾아온 길 고양이 고경이의 이야기이고 묘생을 비추어 인간의 삶을 돌아보며 생각하는 그림책이다. 그녀는 남편과 반려묘를 떠나보낸 후 인생과 묘생을 생각하며 그리움을 담아 이 그림책을 만들었다고 한다[2]. 이 후 2022년에 출간된 <서쌩크 탈출>은 동물권과 경쟁 구도의 교육 현실을 이야기하며 책에서 이영경이 직접 곡을 지고 부른 노래도 나온다. 이영경은 계속적으로 장르와 형식을 넘나드는 새로운 시도를 보여준다.

## 주요 경력
- 2021년 일본 센다이 한국총영사관 & 센다이 유리여자대학 주최 <그림책으로 만나는 한국>강연패널 참여
- 2017년 8월 국립어린이청소년도서관 븍아웃 1인극 워크숍 수료
- 2013년 프린지페스티벌 <봉지공주와 봉투왕자> 1인극 초연
- 2012년 2월 프랑스 칸느종이극장 인형극워크숍 참가
- 2009년 6월 체코 프라하 체코전통목각줄인형 워크숍 참가
- 2009년 9월 프랑스 샤를르빌국제인형극학교 워크숍 참가
- 2009년 12월 교사극단 징검다리 무대미술 연출
- 2006년 취재 겸 작업관계로 중국 연길 체류
- 1998년 글, 그림 작업을 함께 한 첫 그림책 <아씨방 일곱 동무> (비룡소) 출간
- 1993년 그림책 일러스트레이터로 일하기 시작함
- 1990년 주간학습지 회사 <교육연구사>전속 삽화가로 1년간 근무
- 1990년 <아가야 나오너라>로 ‘엄마가 쓰는 동화’ 가작 당선. 유아잡지 <잼잼>
- 1989년 2월 서울대학교 미술대학 동양화과 졸업

## 활동

### 개인전
- 2019 <꽃은 핀다 바람 불어도>, 이영경 그림책 원화 작은 전시회, Peacebooks
- 2018 <방심전(放心展): 마음을 놓다>, 갤러리 우물
- 2017 <윤동주 시집 삽화 원화전: 하늘의 별, 땅의 꿈>, 원픽셀오프라인
- 2013 프린지페스티벌 〈봉지공주와 봉투왕자〉 1인극 초연
- 2011 부산 어린이책잔치 초청 개인전, 부산 민주공원
- 2010 <Greem zip>, 서울 회현동 갤러리
- 2005 <넉 점 반> 원화전, 브라티슬라바 일러스트레이션 비엔날레(BIB) 전시
- 2001 <아씨방 일곱 동무> 원화전, ‘키조그림책마을’ 초청 전시

### 단체전
- 2020 김병하,이영경 작가 원화전시회, 소월 아트홀
- 2020 문화비축기지 미디어파사드 디지털 영상전시회
- 2020 <두번째 봄 雨水이야기> 그룹전, 갤러리 우물
- 2019 그림책작가 2인전 (정승각, 이영경), ‘키즈그림책마을’ 초청 전시
- 2018 송정마을그림책시리즈 3인 원화전, 인사아트센터
- 2018 김해대한민국독서대전 그림책작가 3인전 (이억배, 이영경, 안녕달)
- 2016 한국그림책 130권의 7가지 감정, 파리국제도서전, 프랑스[4]
- 2015 볼로냐어린이도서전 한국판
- 2014 비룡소 작가 5인전, 광주시립미술관 어린이 갤러리
- 2014 한국그림책51, 런던국제도서전, 영국[3]
- 2010 제3회 CJ그림책축제(CJ Picture Book Festival)
- 2009 볼로냐 국제아동도서전 주빈국 그림책원화전
- 2005 한국그림책 전시, 키조 그림책 마을
- 2000 <한국그림책원화전: 어린이의 세계로부터(韓国絵画原画展: オリニの世界から)>, 일본 국제어린이도서관 개관 기념전

## 수상
- 2022 아스트리드 린트그렌 추모상 후보 (ALMA) - 일러스트레이터
- 2008 일본 산케이 픽션 번역 부문 아동 문학상 – <넉 점 반>
- 2006 화이트 레이븐 특별언급 (“The White Ravens 2006” Special Mention)
- 2001 SBS 어린이 미디어 대상 창작 그림책 부분 금상 - <아씨방 일곱 동무>

## 작품

### 이영경 글/그림
- 2022 서쌩크 탈출 (글로연) ISBN 9788992704977
- 2020 몰랑이와 돌랑이의 너티너티 숲속 여행 (NCsoft) ISBN 979-1165512446
- 2020 묘생이란 무엇인가 (Goraebook Library) ISBN 979-1189239275
- 2018 봉지공주와 봉투왕자 (Sakyejul Publishing) ISBN 979-1160943368
- 2016 이부자리 맨발체조 (Sakyejul Publishing) ISBN 978-8998465865
- 2011 콩숙이와 팥숙이 (비룡소) ISBN 978-8949101668
- 2008 오러와 오도: 먀오족의 콩쥐팥쥐 이야기 (비룡소) ISBN 978-8990025616
- 2003 새끼 한 가닥 (웅진닷컴) ISBN 89-01040026
- 2011년 길벗어린이에서 재출간
- 2002 신기한 그림족자 (비룡소) ISBN 978-8949100302
- 1998 아씨방 일곱 동무 (비룡소) ISBN 978-8949100203
  - 2002 프랑스 Les 7 petites mains (Editions du Pépin) ISBN 978-2930263076
  - 1999 일본 あかてぬぐいのおくさんと7にんのなかま (Fukuinkan Shoten) ISBN 978-4834016338

### 협업작품(이영경 그림)
- 2019 왕이 된 양치기: 티베트 민화 (한림출판사); 마츠세 나나오(글)
  - 2018 일본 王さまになった羊飼い チベットの昔話 (福音館書店) ISBN 978-4834083446
- 2019 박꽃이 피었습니다 (위즈덤하우스); 문영숙(글)
- 2018 안영, 야학당 (한울림어린이); 홍진숙(글)
- 2017 윤동주 시집 (고인들); 윤동주(글)
- 2014 엄마의 그레파스 (웅진주니어); 이종혁(글)
- 2014 여우 누이 (여원미디어); 오현경(글)
- 2014 천하태평 금금이의 치매 엄마 간병기 (한겨레아이들); 김혜원(글)
- 2013 해소녀 (나한기확 ); 고희선(글)
- 2012 깜장 우산 (나한기획);  김영희(글)
- 2010 말대꾸하면 안 돼요?: 배봉기 동근집 (창비); 배봉기(글)
- 2009 꼬마 모차르트의 동물 음악대 (비룡소); 이범규(글)
- 2008 생각보다 맛있네 (나무와햇살); 김경희(글)
- 2007 에헤야데야 떡 타령 (보림출판사); 이미애(글)
- 2007 고슴도치의 여행 (지식더미); 정혜원(글)
- 2006 사과배 아이들 (웅진주니어); 리혜선(글)
- 2006 박씨전 (현암사); 장경남(글)
- 2005 춘향전 (웅진주니어); 장철문(글)
- 2005 주먹이 (삼성출판사); 서정오(글)
- 2004 넉 점 반 (창비); 윤석중(글) ISBN 9788936495282
  - 2010 대만 四點半 (Heryin Publishing) ISBN 9789866608414
  - 2010 중국 四点半 (Jieli Publishing House) ISBN 978-7544813495
  - 2007 일본 よじはん よじはん (Fukuinkan Shoten) ISBN 978-4834021288
  - 2006 French edition Quatre points et demi (EDITIONS PHILIPPE PICQUIER) ISBN 978-2877308915
- 2003 노루가 된 동생 (웅진주니어); 이경혜(글)
- 2002 투덜 할멈 생글 할멈 (아이세움); 이지현(글)
- 2001 백제를 왜 잃어버린 왕국이라고 하나요?  (다섯수레); 권오영(글)
- 2001 까만 웃음물 (한솔교육); 신혜은(글)
- 2001 동물원의 수수께기 (현대문학); 이봉 외(글)
- 2001 우물에 빠진 아이들 (아이세움); 신자은(글)
- 2001 꽃들이 들려주는 옛이야기 (한겨레아이들); 송언(글)
- 2000 멍청각시와 가난신랑 (교원); 이규희(글)
- 2000 고양이가 되고 싶은 개 이야기 (비룡소); Zheng Yuanjie(글)
- 2000 아가의 돌잔치 (한국어린이육영화); 강어수(글)
- 2000 신화따라 바다여행 (아이세움); 이경덕(글)
- 1999 신라를 왜 황금의 나라라고 했나요? (다섯수레); 전호태(글)
- 1999 백일홍 (한솔교육 ); 하종오(글)
- 1998 윷놀이 이야기 (해피콤); 이은화(글)
- 1998 귀신 도깨비 내 친구 (웅진출판); 이상희(글)
- 1998 나라마다 하나씩 30나라 옛이야기 (웅진출판); 허은미(글)
- 1998 까치까치 우리 설날 (한솔교육); 한글문화연구회(글)
- 1998 허풍쟁이 거미의 흔들모자 춤 (푸른나무); 엄혜숙(글)
- 1998 날마다 하나씩 우스개 옛이야기 (웅진출판); 김태정 외(글)
- 1997 호두 속의 오두막집 (웅진출판); 이원수(글)
- 1997 엄마 없는 날 (웅진출판); 이원수(글)
- 1997 평화는 어디에서 오나요 (웅진출판); 구드룬 파우제방(글), 신홍민(옮김)
- 1996 바다신의 신부 (웅진출판); 이영미(글)
- 1996 녹색이끼공주 (웅진출판); 조은수(글)
- 1996 카란칼 이야기 (웅진출판); 조호상(글)
- 1996 조카에게 물려준 재산 (웅진출판); 박숙희(글)
- 1996 엉터리 재판관 (웅진출판); 박숙희(글)
- 1996 선행을 재는 저울 (웅진출판); 김산환(글)
- 1996 세상을 첫 번째 마을 (웅진출판); 조은수(글)
- 1996 코끼리 코를 한 소 (비룡소); Zheng Yuanjie(글)
- 1996 사진 찍는 돼지 임급님 (비룡소); Zheng Yuanjie(글)
- 1996 전우치전 (두손미디어); 임병주(글)
- 1995 석가모니 (두손미디어); 정병조(글)
- 1994 윤붕길 (두손미디어); 김일광(글)
- 1994 전봉준 (두손미디어); 이이화(글)
- 1994 우주 여행을 따나 볼까요? (마루) 송은영(글)